# Aloe juvenna
Aloe juvenna là một loài thực vật có hoa trong họ Măng tây. Nó rất phổ biến trong trồng trọt nhưng rất hiếm trong môi trường tự nhiên tại Kenya.

## Hình ảnh

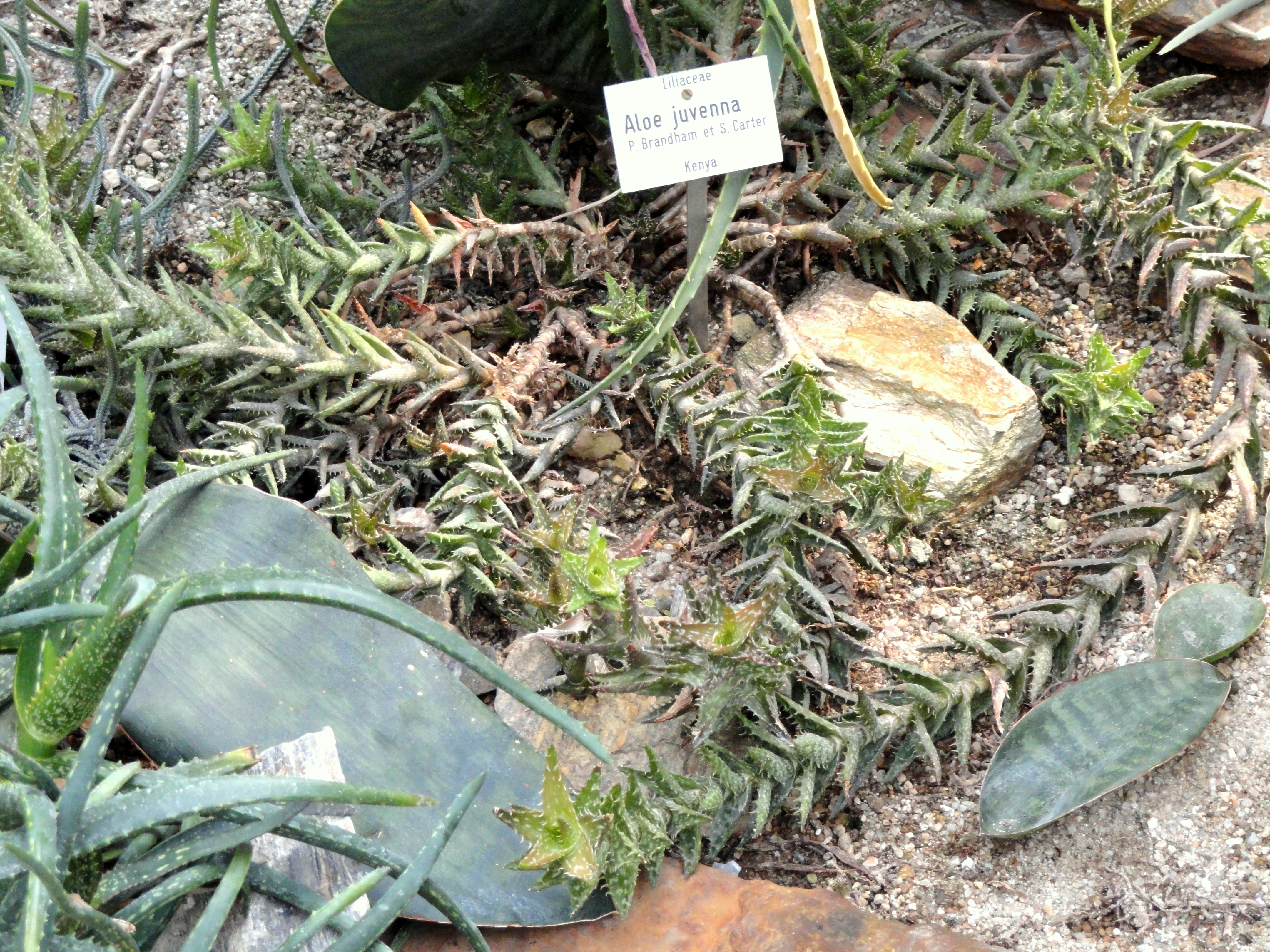
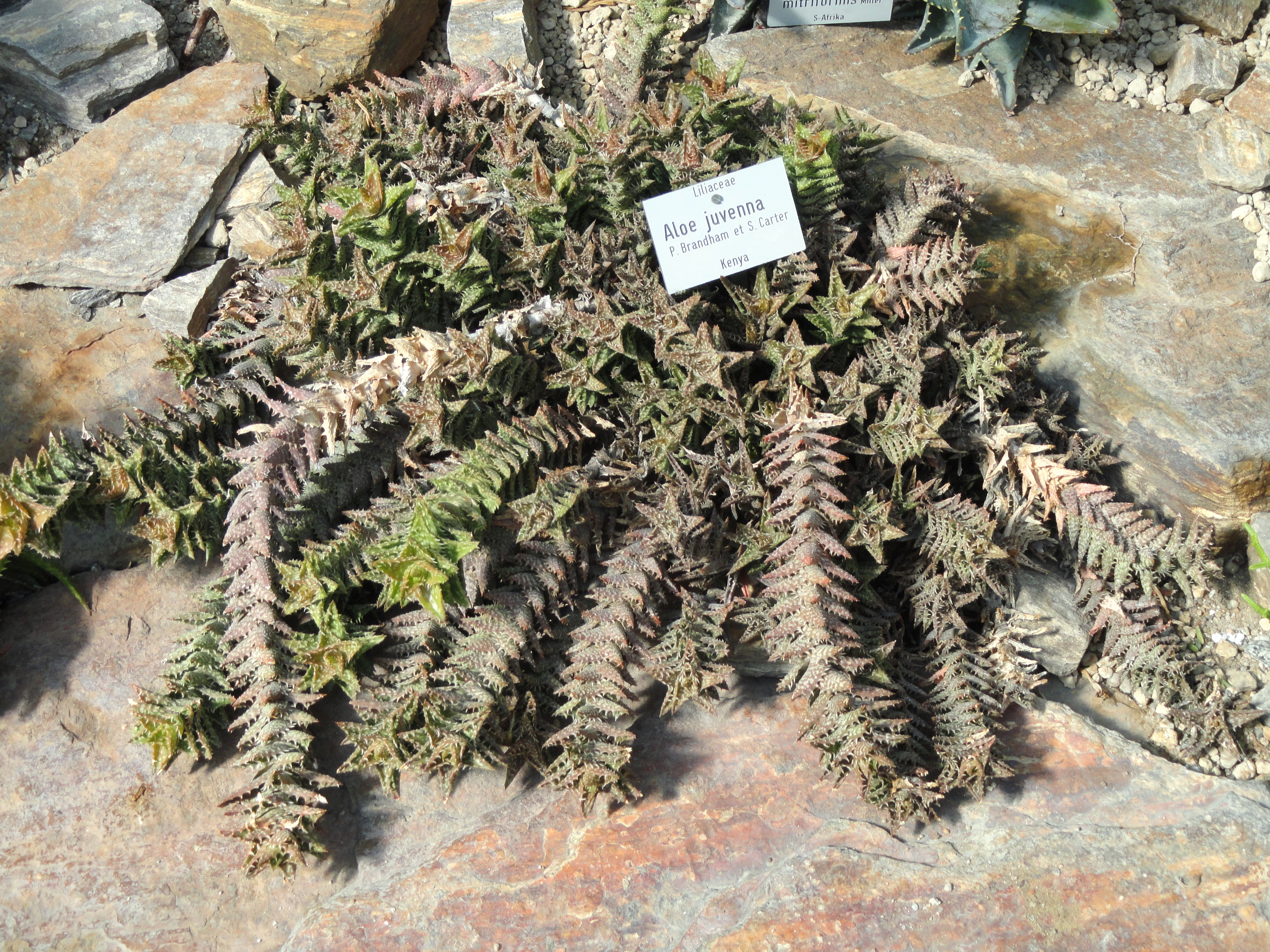
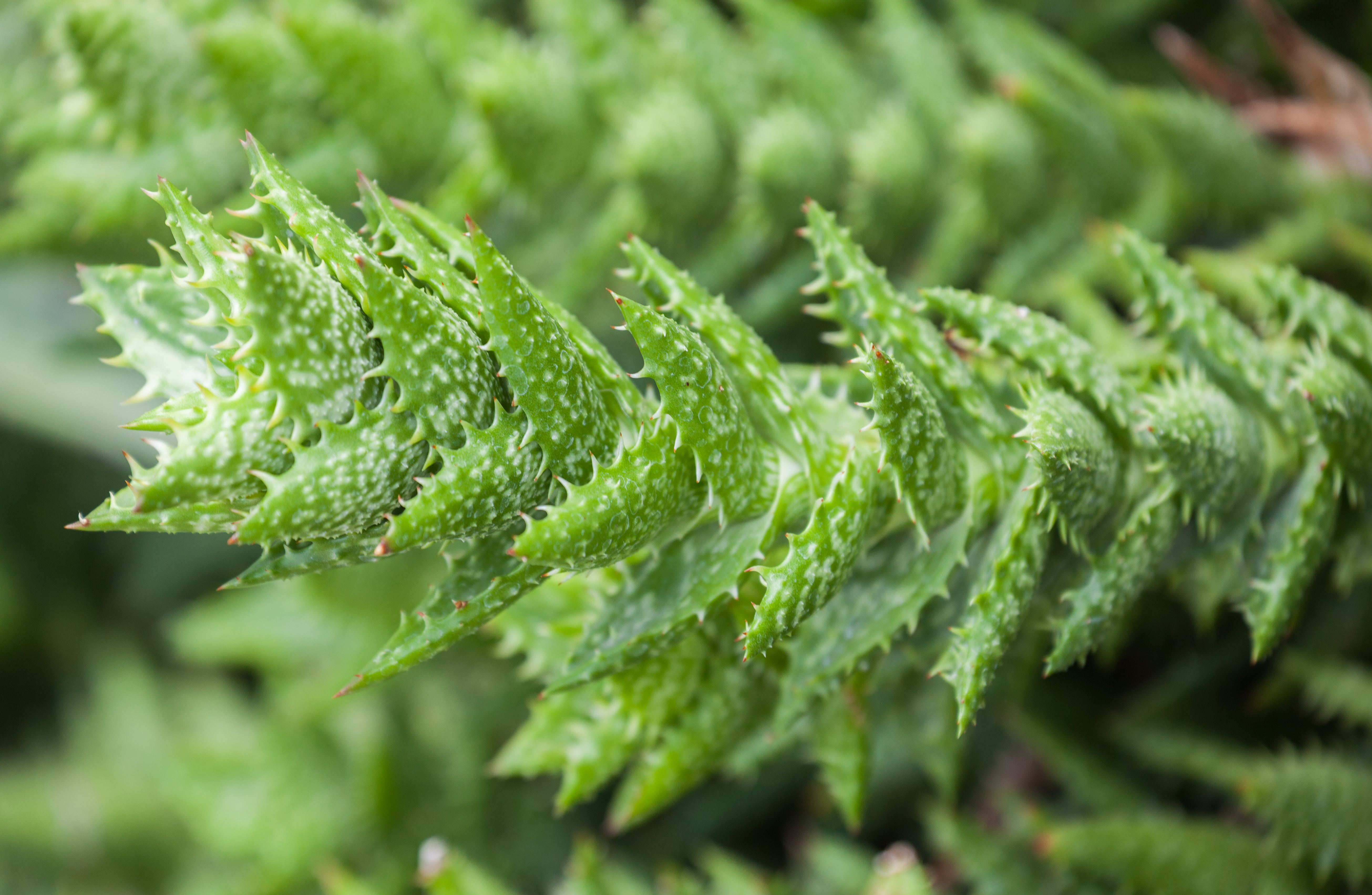
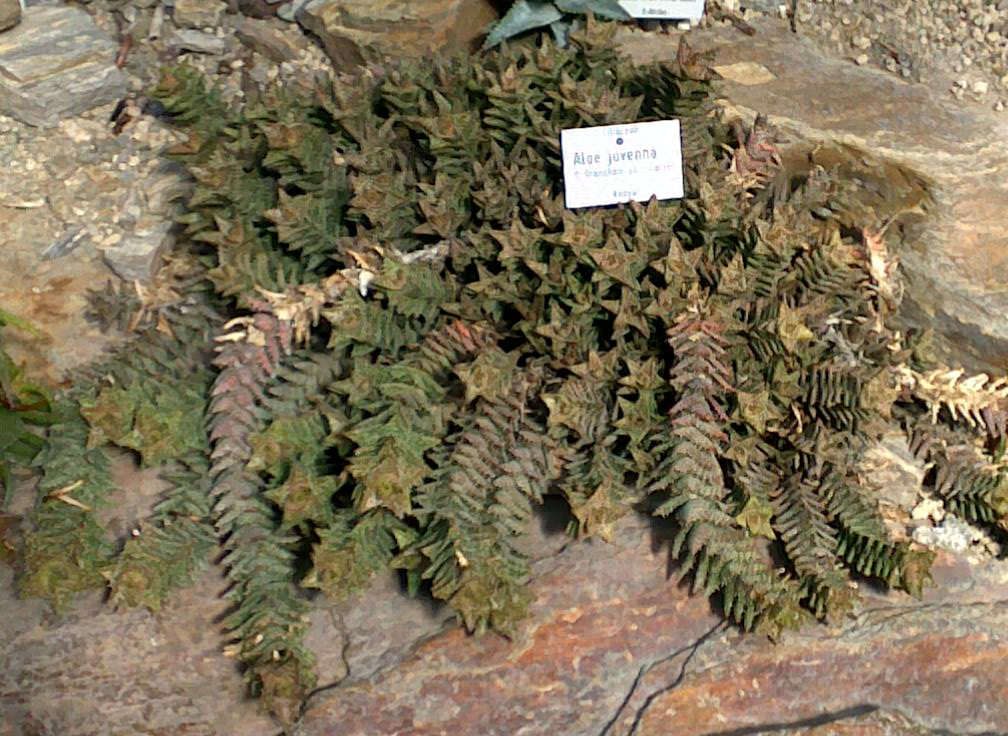